# Яговдик Ігор Олександрович
Ігор Олександрович Яговдик (5 січня 1969, Макіївка Донецької області) — український політик, Голова Сумської державної адміністрації (2013—2014 рр.), заступник міністра Ради Міністрів Автономної Республіки Крим (2011—2012 рр.)

## Навчання
- У 1993 році закінчив Донецький політехнічний інститут за спеціальністю «гірничий інженер».
- в 1997 році — Київський національний університет ім. Тараса Шевченка за спеціальністю «юрист-правознавець»,
- в 2001 році — Івано-Франківський національний технічний університет нафти і газу за спеціальністю «інженер-економіст»[1].

## Трудова діяльність
- 1993—1995 рр. — інженер, начальник зміни, інженер технологічного відділу Шахтоуправління ім. С. М. Кірова виробничого об'єднання «Макіїввугілля», м. Макіївка Донецької області.
- 1995—2000 рр. — офіцер оперативного складу Служби безпеки України.
- 2000—2009 рр. — ТОВ «Юридична фірма» Юрист — консалтинг" — заступник директора, АКБ «Інтеграл» (Київ) — заступник керуючого першої філії, АКБ «Трансбанк» (Київ) — директор департаменту безпеки.
- квітень — листопад 2010 р. — перший заступник начальника Контрольно-ревізійне управління в Автономній Республіці Крим (м. Сімферополь).
- листопад 2010 — березень 2011 рр. — голова Республіканського комітету Автономної Республіки Крим з торгівлі і захисту прав споживачів
- березень 2011 — березень 2012 рр. — заступник міністра економіки, заступник міністра, перший заступник міністра економічного розвитку і торгівлі Ради Міністрів Автономної Республіки Крим.
- квітень 2012 — грудень 2013 рр. — заступник голови Сумської обласної державної адміністрації.
- Грудень 2013 р. — Лютий 2014 р. — голова Сумської державної адміністрації[2].
- Червень 2014 р. — начальник Головного оперативного управління Міністерства доходів і зборів України[3].

## Нагороди
- Грамота Президента України (2010)[4]

## Депутатство
І.Яговдик — помічник народного депутата України Бурлакова Павла Миколайовича (2006—2007 рр.).